# نيك باباداكيس
نيك باباداكيس هو لاعب كرة قدم كندي في مركز الهجوم، ولد في 6 مارس 1943 في أثينا في اليونان. شارك مع منتخب كندا لكرة القدم. أما مع النوادي، فقد لعب مع أتلانتا تشيفز وتامبا باي راوديز.

## وصلات خارجية
- نيك باباداكيس على موقع ناشيونال فوتبول تيمز (الإنجليزية)